# Eumenes incola
Eumenes incola är en stekelart som beskrevs av Giordani Soika. Eumenes incola ingår i släktet krukmakargetingar, och familjen Eumenidae.

## Underarter
Arten delas in i följande underarter:
- E. i. aruensis
- E. i. cyclops